# Rudolf Borchardt
Rudolf Borchardt (Königsberg, 9. lipnja 1877. – Trins, 10. siječnja 1945.), njemački književnik.
Poslije studija teologije, filologije i arheologije boravio je većinom u Italiji. U početku je pripadao Georgeovom krugu. Veliki je zagovornik klasične europske tradicije, pisac koji je majstorski vladao različitim stilovima, a u svojoj lirici pokazao je vrhunsku jasnoću, dotjeranost i glazbenost. 
Izuzetna briga za formu i stilizaciju karakterizira i njegove pripovijetke, drame, eseje i kritike. Prevodio je Pindara, liriku trubadura, Dantea i engleske pjesnike. 

## Djela
- "Pripovijest povratnika",
- "Razgovor o oblicima",
- "Rat i Njemačka odgovornost",
- "O pjesniku i pjesničkom",
- "Strastveni vrtlar".